# SN 2005cp
SN 2005cp – supernowa typu IIn odkryta 21 czerwca 2005 roku w galaktyce UGC 12886. W momencie odkrycia miała maksymalną jasność 17,40m.